# Gorgona Böhm
Gorgona Böhm (* 6. Oktober 1948 in Ljubljana als Gorgona Staut) ist eine österreichische Architektin slowenischer Herkunft, Designerin und Mitglied des American Institute of Architects.

## Leben
Gorgona Böhm wuchs in ihrem Geburtsort Ljubljana auf und studierte dort zuerst – auf Wunsch der Eltern – Chemie. Heimlich machte sie nebenbei den Aufnahmetest für Architektur, da sie schon früh merkte, dass dieses Fach sie erfüllen würde. Sie zog im Jahre 1970 nach Wien, um dort an der Hochschule für Angewandte Kunst ihr Studium der Architektur abzuschließen. Als Leiterin des 1991 gegründeten Architekturbüros Gorgona Böhm ZT GmbH  (vormals „The Office“ und „Gorgona Böhm Associates“), welches sie in Zusammenarbeit mit Matteo Thun ins Leben rief, hat sie über 50 Projekte in Österreich und Umland umgesetzt und ist heute vor allem in Wien aktiv.

## Werke (Auswahl)
- Merkur Markt, Wiener Neustadt (Patentierung der Interferenz-Fassade „The Skin“)
- Merkur Markt, Deutsch Wagram
- Hotel Radisson Blu, Split[2]
- Goethegasse 1, Wien
- Apfelgasse 1, Wien
- Schlickplatz 4, Wien[3]
- Headquarters Bauholding (heute STRABAG SE), Spittal an der Drau[4][5]

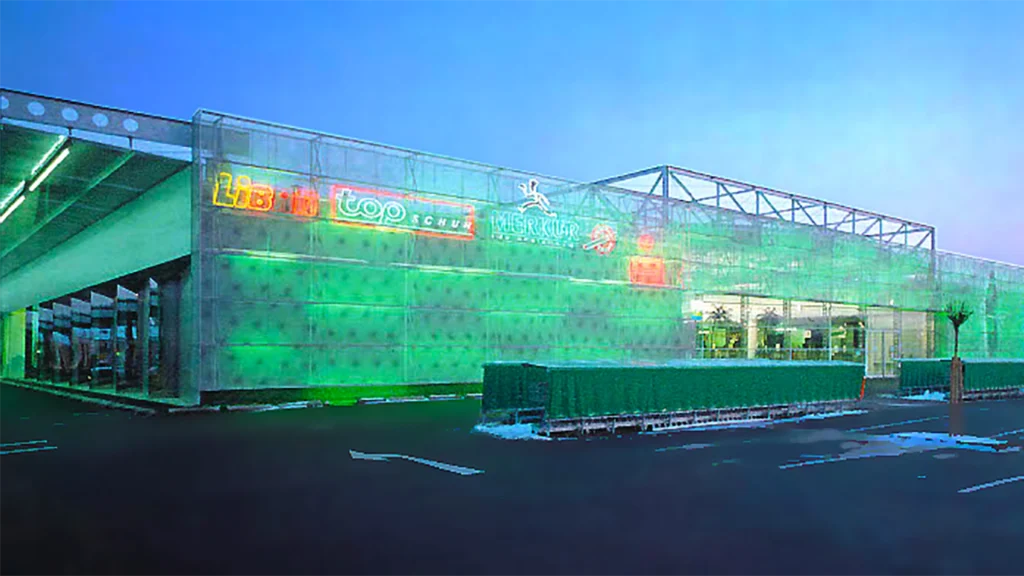
Merkur Markt, Wiener Neustadt, 1996
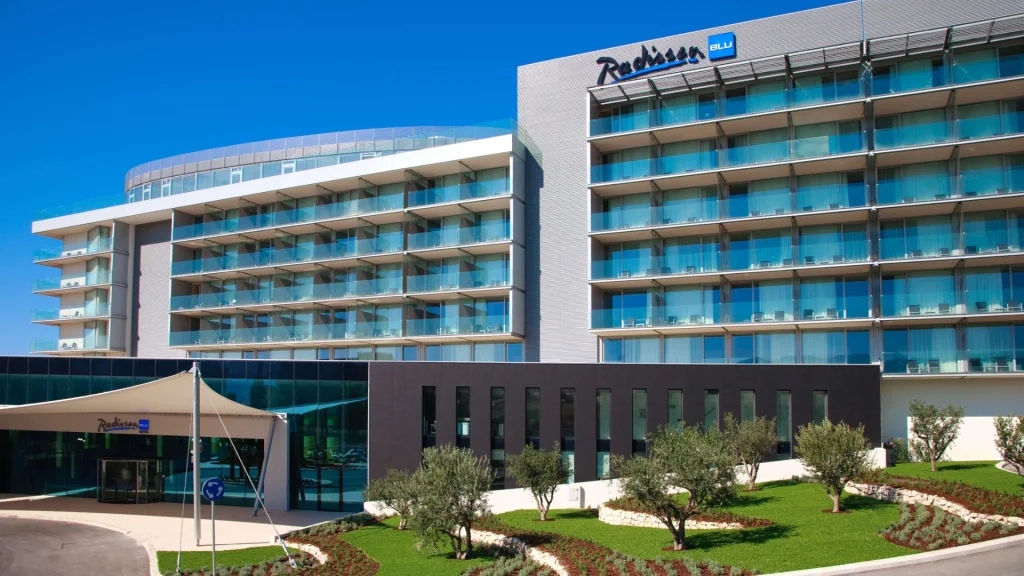
Hotel Radisson Blu, Split, 2010
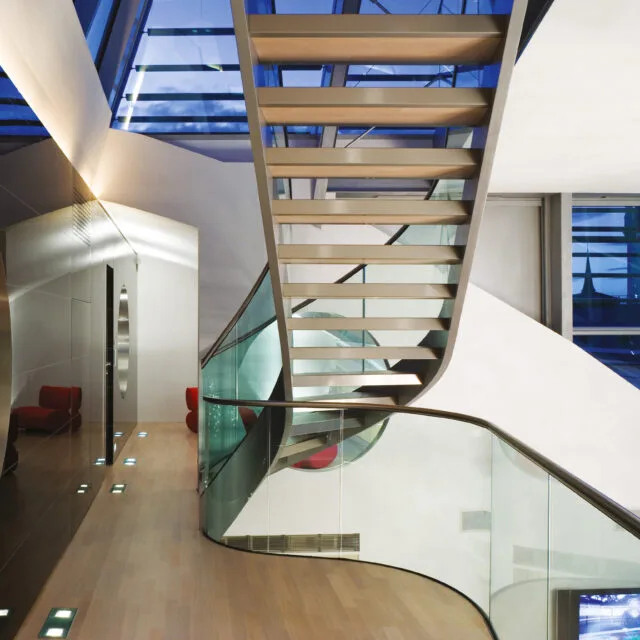
Goethegasse 1, Wien, 2006
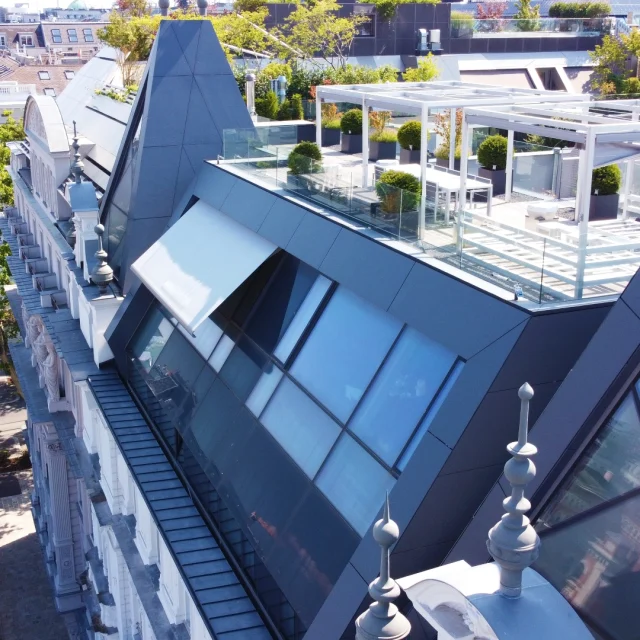
Schlickplatz 4, Wien, 2022
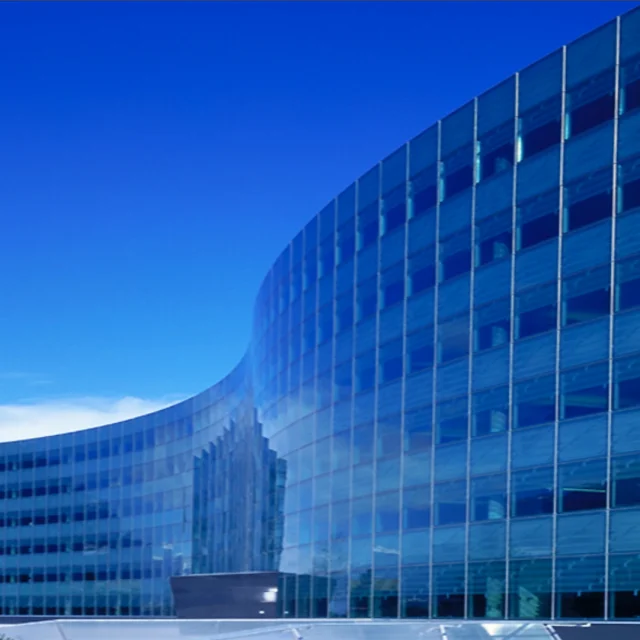
Headquarters Bauholding (heute STRABAG SE), Spittal an der Drau, 1993

## Auszeichnungen
Preisgekrönte Projekte:
- Kärntner Landesbaupreis 1993, Firmenzentrale Bauholding (heute STRABAG SE)
- Niederösterreichischer Landesbaupreis 1998, Merkur Einkaufszentrum, Wiener Neustadt